# Königin-Engelfisch
Der Königin-Engelfisch (Holacanthus ciliaris), auch Königin-Kaiserfisch oder Diadem-Prachtkaiserfisch genannt, ist eine Art der Gattung Holacanthus aus der Familie der Kaiserfische (Pomacanthidae). 

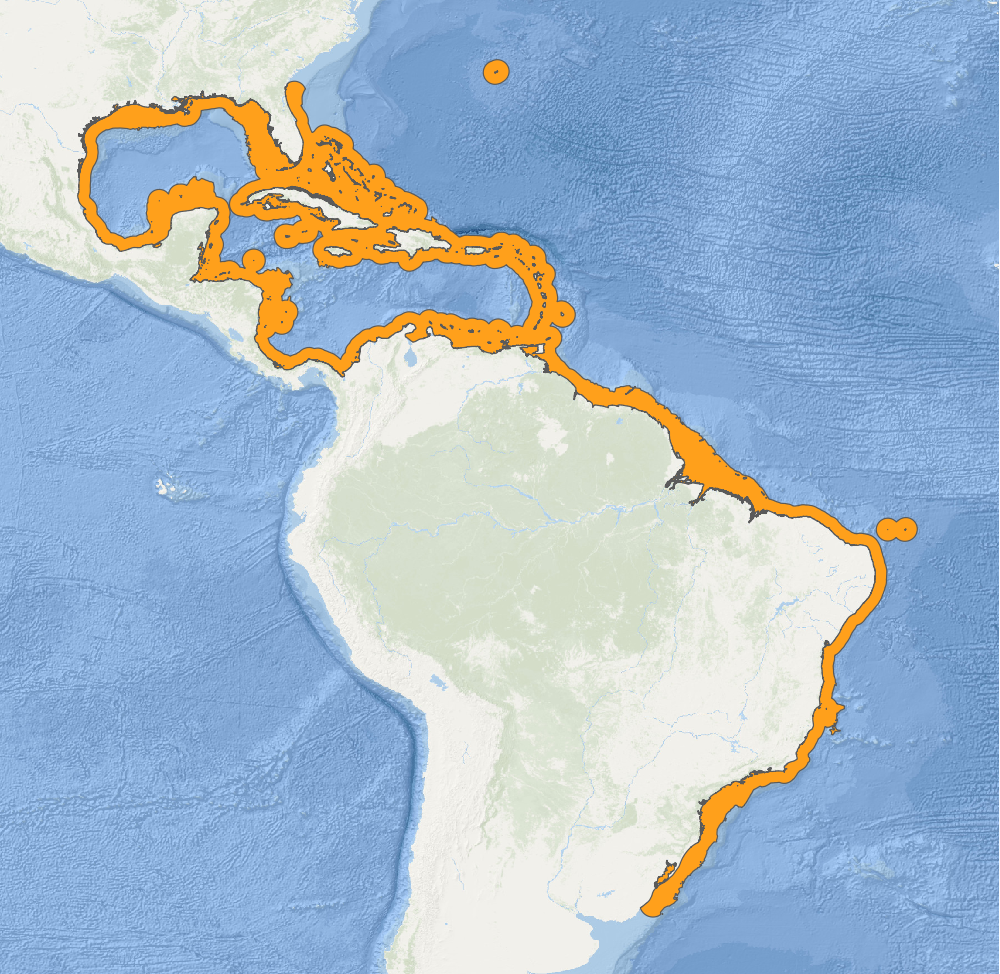
Das Verbreitungsgebiet im westlichen Atlantik

## Erscheinungsbild
Königin-Engelfische werden bis zu 45 Zentimeter lang. Ihre Körpergrundfarbe ist gelb und die Schnauze sowie die Flossenränder und die Maulregion sind von leuchtend blauer Farbe. Besonders auffällig für diese Art ist ein dunkelblauer Fleck auf der Stirn, der leuchtendblau umrandet ist. 
Junge Königin-Engelfische weisen darüber hinaus leuchtend blaue, senkrechte Streifen am Körper auf und sind ab der Körpermitte dunkel gefärbt.

## Verbreitung
Sie leben im tropischen, westlichen Atlantik von Florida bis Brasilien, im Golf von Mexiko und in der Karibik. Königin-Engelfische leben allein oder in Paaren in Tiefen von 1 bis 70 Metern. Dabei bevorzugen sie korallen- und schwammreiche Regionen. Beim St. Pauls Felsen im Atlantik lebt eine wie ein Koi-Karpfen unregelmäßig weiß und rot gefärbte Form.

## Ernährung
Königin-Engelfische ernähren sich von Schwämmen, Seescheiden, Hydrozoen, Bryozoen und Algen. Jungfische befreien andere Fische von Ektoparasiten.

## Aquarienhaltung
Königin-Engelfische werden gelegentlich für Haltung in Meerwasseraquarien importiert. Verantwortliche Liebhaber sollten vom Kauf absehen, da man Tieren dieser Größe keinen angemessenen Lebensraum bieten kann. Das gilt für alle Großkaiserfische.